# Атина (град, Орегон)
Вижте пояснителната страница за други значения на Атина.
Атина (на английски: Athena) е град в окръг Юматила, щата Орегон, САЩ. Атина е с население от 1270 жители (2007) и обща площ от 1,5 km². Намира се на 90,2 m надморска височина. ЗИП кодът му е 97813, а телефонният му код е 541.